# 巴赫穆特
巴赫姆特（烏克蘭語：Бахмут，羅馬化：Bakhmut，發音：[bɐxˈmut]），是乌克兰东部顿涅茨克州巴赫穆特区巴赫穆特市镇内的城市，为该区及该市镇的行政中心（该市在2020年7月18日前为该州的州辖市，并不在该区的管辖范围内）。该市位于巴赫穆特卡河畔，距離首府頓涅茨克89公里，始建於1571年，面積41.6平方公里，海拔高度200米，2022年人口数量为71,094人。该市是乌克兰的盐业中心，同时也是顿涅茨克州的铁路枢纽之一。2022年5月至2023年5月俄乌双方在此地展开激烈争夺战，最后由俄军夺取。俄罗斯方面仍称该市为阿尔乔莫夫斯克（羅馬化：Artyomovsk），并将其作为顿涅茨克人民共和国阿尔乔莫夫斯克区的行政中心。目前此地幾乎全部建築都被夷爲平地，平民无法居住。

## 城市名称
该市成立於1571年，最初得名于附近的巴赫穆特卡河。它是一個堡壘和鹽生產中心，该市附近就是歐洲最大的鹽礦。
1924年9月13日，该地被苏联改称阿尔乔莫夫斯克（羅馬化：Artyomovsk）以纪念别名为“阿尔乔姆同志”的费奥多尔·谢尔盖耶夫。苏联解体后，这一名称一度被沿用，但在2014年顿巴斯战争后，乌克兰政府于2016年2月4日根据去共化法律决定恢复该市的原名。2023年俄罗斯攻占此地后，事实上恢复了阿尔乔莫夫斯克的名称。

## 历史

### 史前时代
在该地，曾分别于1930年代和1955年在雪花石膏采石场地区和卡尔·李卜克内西托夫斯克（羅馬化：Karlo-Libknekhtovsk，索莱达尔的旧称）定居点发现了旧石器时代的猛犸象骸骨。

### 早期历史
它建於1571年。當時，俄羅斯沙皇伊凡雷帝為了擊退克里米亞韃靼人並保護俄羅斯國家南部邊境，下令沿著艾達爾河和北頓涅茨河建立邊境部隊，在此地设立了巴赫穆特瞭望所。1701年，彼得一世下令在巴赫穆特建造堡壘，並將其更名為要塞。
该市的采盐业自1715年开始发展。1748年，建立了旨在保护盐矿的哥萨克骑兵团。但至18世纪末，该市的采盐业开始衰落。
自1870年代以来，耐火粘土和石膏矿床开始在该市附近开发。

### 20世纪

#### 烏克蘭人民共和國时期
1917年左右，许多不同的乌克兰民族团体在巴赫穆特活动，主要从事乌克兰戏剧的发行。1914年在巴赫穆特地区开设“Prosvita”（教育协会）的尝试遭到了沙皇官员的强烈抵制。
1917年11月7日，当烏克蘭中央拉達宣布成立乌克兰人民共和国时，在巴赫穆特地区地方自治机关（现为乌克兰人民大学学院大楼）和各基础设施上首次升起了黄蓝色的烏克蘭國旗。在巴赫穆特本身和周边村庄，建立了烏克蘭文化啓蒙協會（Prosvita）的分支机构以及乌克兰政党的分支机构。自1917年夏天以来，“自由哥萨克”的政权已经组织起来。然而，1917年12月，在卢甘斯克布尔什维克起义期间，布尔什维克在巴赫穆特掌权，并于1918年2月宣布成立頓涅茨克-克里沃羅格蘇維埃共和國。
1918年4月26日，在沃洛迪米爾·西克維奇上校的指挥下，乌克兰人民共和国军队扎波罗热独立师的斯拉夫集团部队占领了巴赫穆特。但随后乌克兰人民共和国被德国军队下令解散，德国军队与其扶持的烏克蘭國军队进驻了巴赫穆特。在很短的时间内，直到1918年秋天，由Ataman Volokh领导的第3Haydamat团驻扎在这里。1918年10月，不满帕夫洛·斯科罗帕茨基统治的居民发起了起义，成为顿巴斯地区唯一已知的支持西蒙·彼得留拉政府的起义。随后德国十一月革命爆发，德军撤离该地。同年12月，该地被苏联红军攻占。

#### 苏联统治时期
1930—1932年，该地举行了对被指控为乌克兰民族主义者的教师的审判。布尔什维克逮捕并枪杀了所有乌克兰解放斗争活动家。1930年代中期，全市图书馆70%的藏书被烧毁（當中大多為烏克蘭語書籍）。
在乌克兰大饥荒期间，该地有据可查的死者数至少有3255人。
第二次世界大战期间，该地曾于1941年11月1日至1943年9月5日被納粹德國占领。

### 21世纪

##### 俄乌战争
巴赫穆特市曾在2014年开始的顿巴斯战争中受到巨大破坏。2014年4月12日，俄军和頓巴斯親俄武裝在此地宣布“独立”并寻求“入俄”，又破坏了5月25日的总统选举。亲俄武装从4月24日起开始攻击该地的第1282装甲武器装备供应中心，企图抢夺武器装备，还在该地袭击平民。在6月27日，亲俄武装袭击了一辆载有平民的公共汽车。
俄国在此期间向该地的亲俄武装供应了包括RPO-A大黃蜂火箭筒在内的武器。7月6日，乌克兰武装部队和乌克兰国民警卫队将该地从亲俄武装手中收復。

自亲俄武装缴获的RPO-A“大黄蜂”火箭筒
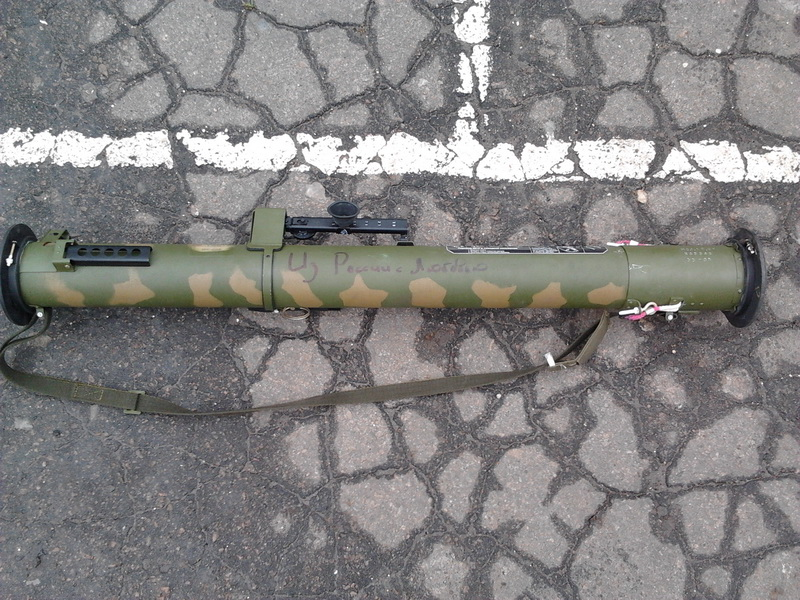
2014年6月。
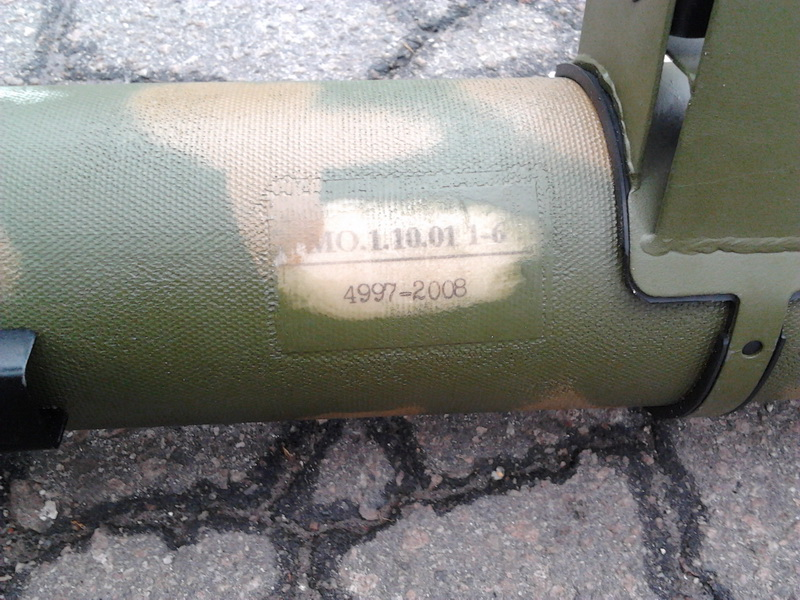
标记
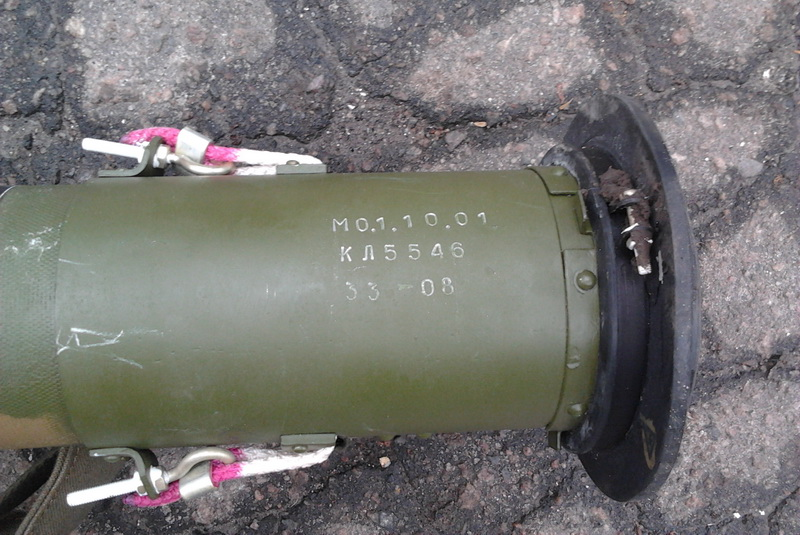
标记

在2022年俄羅斯入侵烏克蘭期間，此城爆發了巴赫穆特戰役，是俄羅斯入侵烏克蘭以來持续时间较久的戰役，同時也是戰爭中受創最嚴重的城市之一，城市各處滿目瘡痍。2023年5月21日，該市所有重要地區已被俄羅斯佔領，但城外的战斗仍在持续进行。
2024年4月17日，俄罗斯媒体AIF.ru记者探访此地没有发现平民存在的迹象。目前此地仍属于交战区域，平民仍不能留在这座城市。

## 经济
当地经济产业主要是岩鹽的提取、生產建築材料、機械工程、輕工業、食品工業。

## 人口
在2001年烏克蘭人口普查中，该地主要人口族群有：
- 乌克兰族：69.4%
- 俄羅斯族：27.5%

## 图集

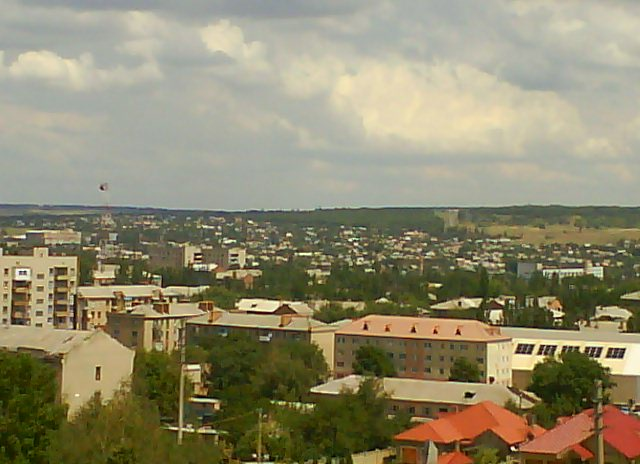
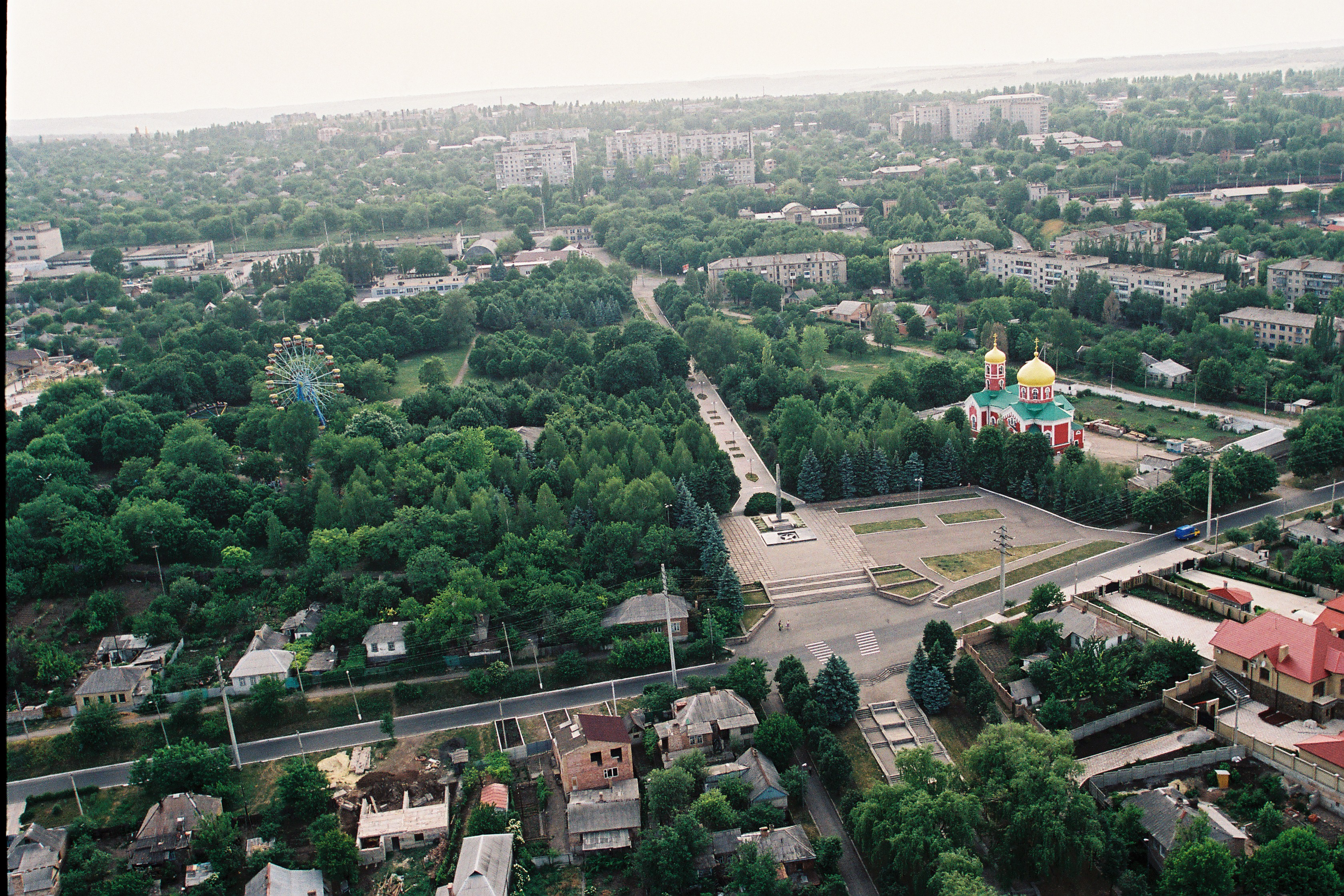
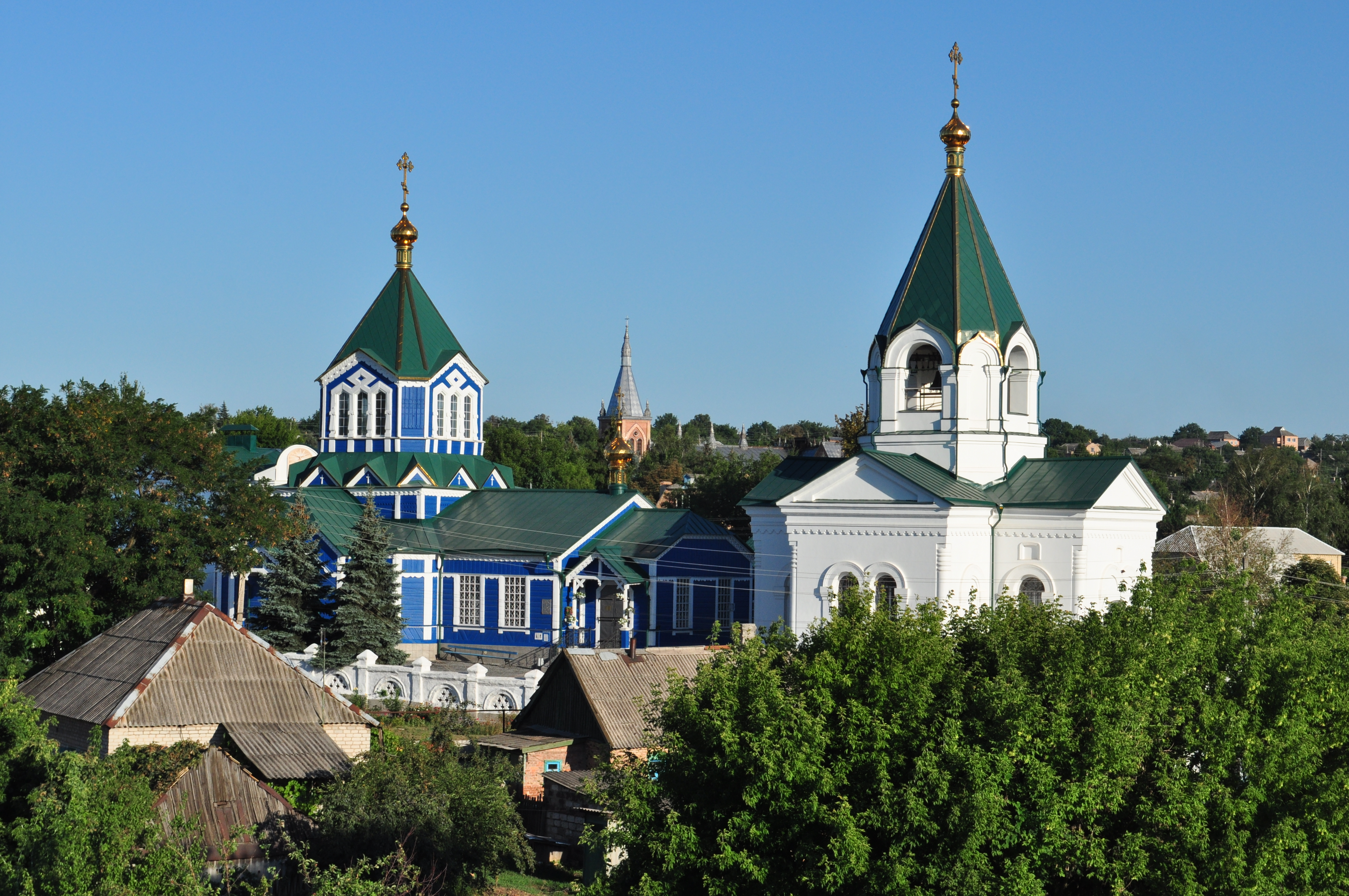
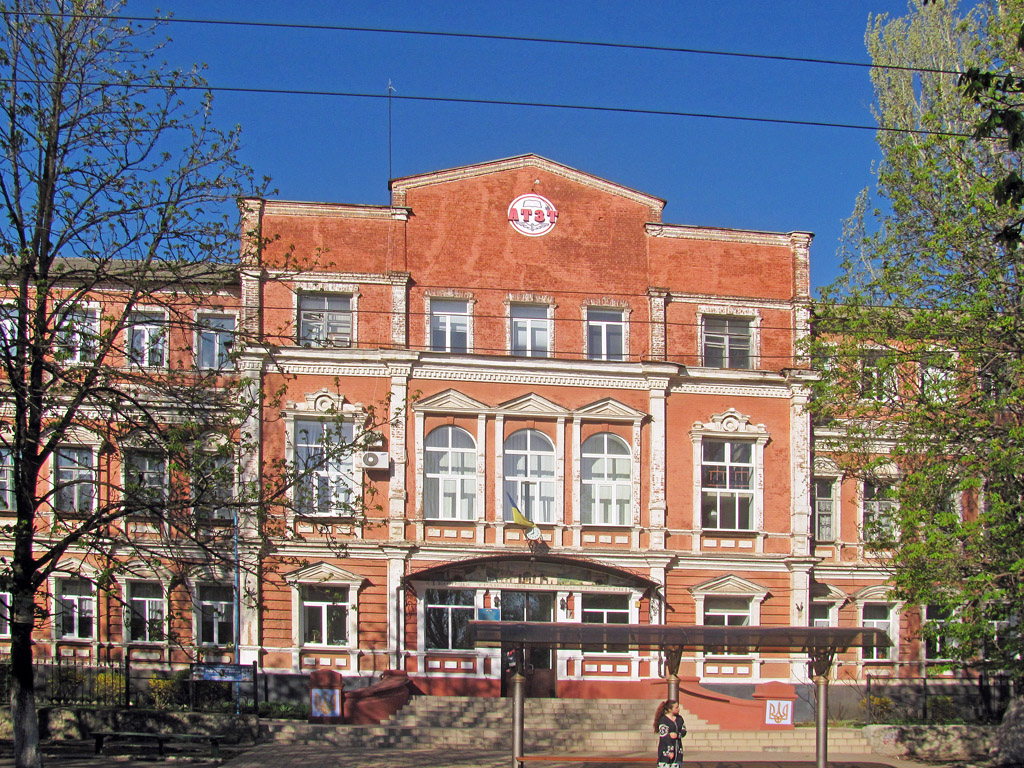
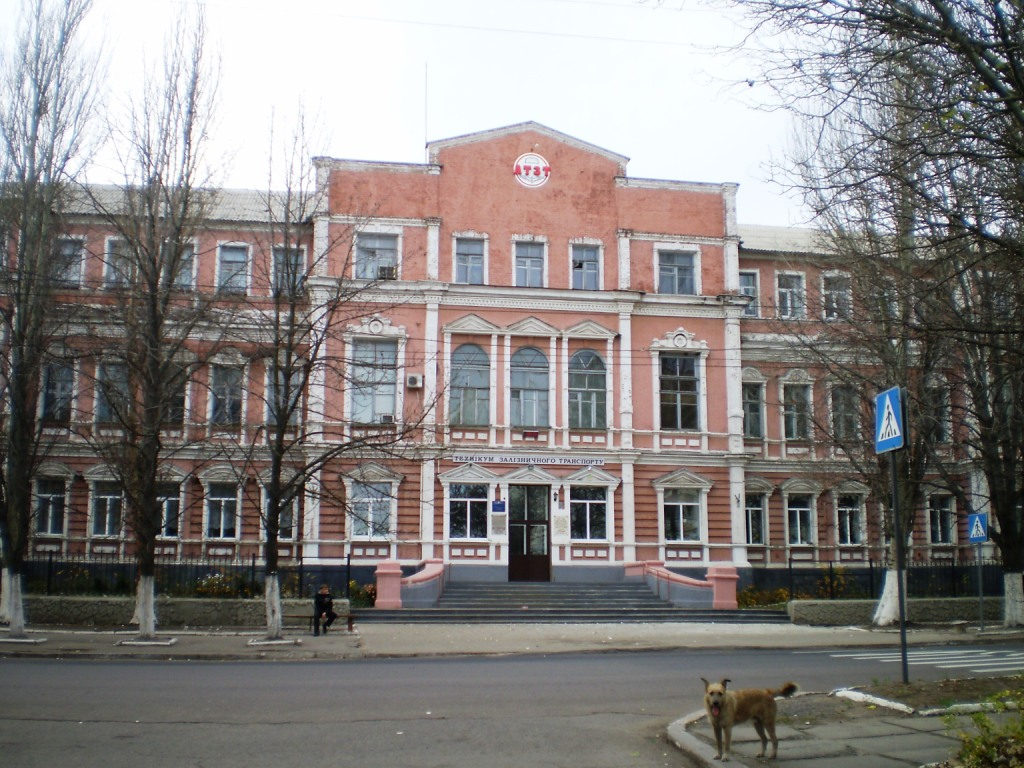
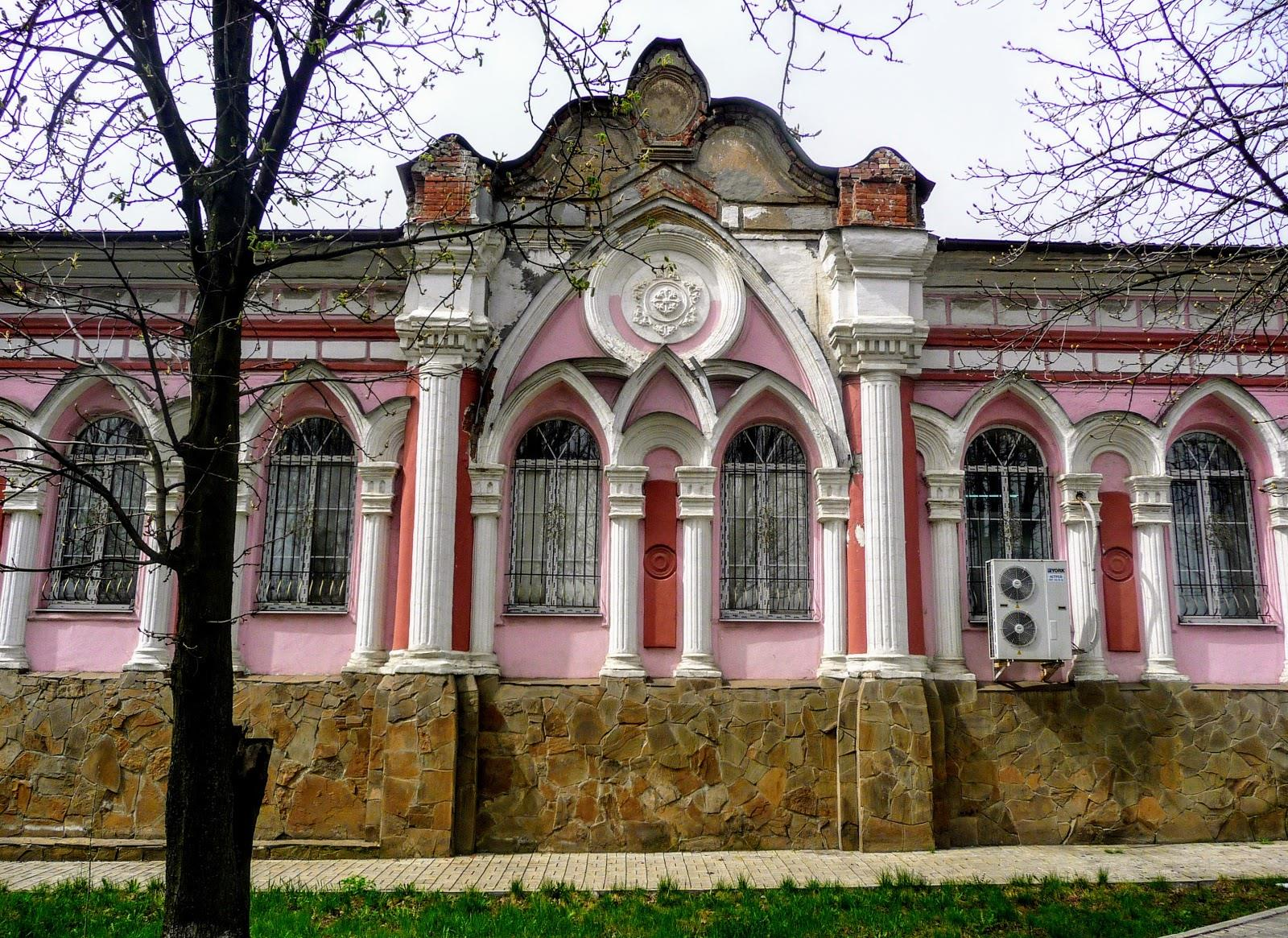
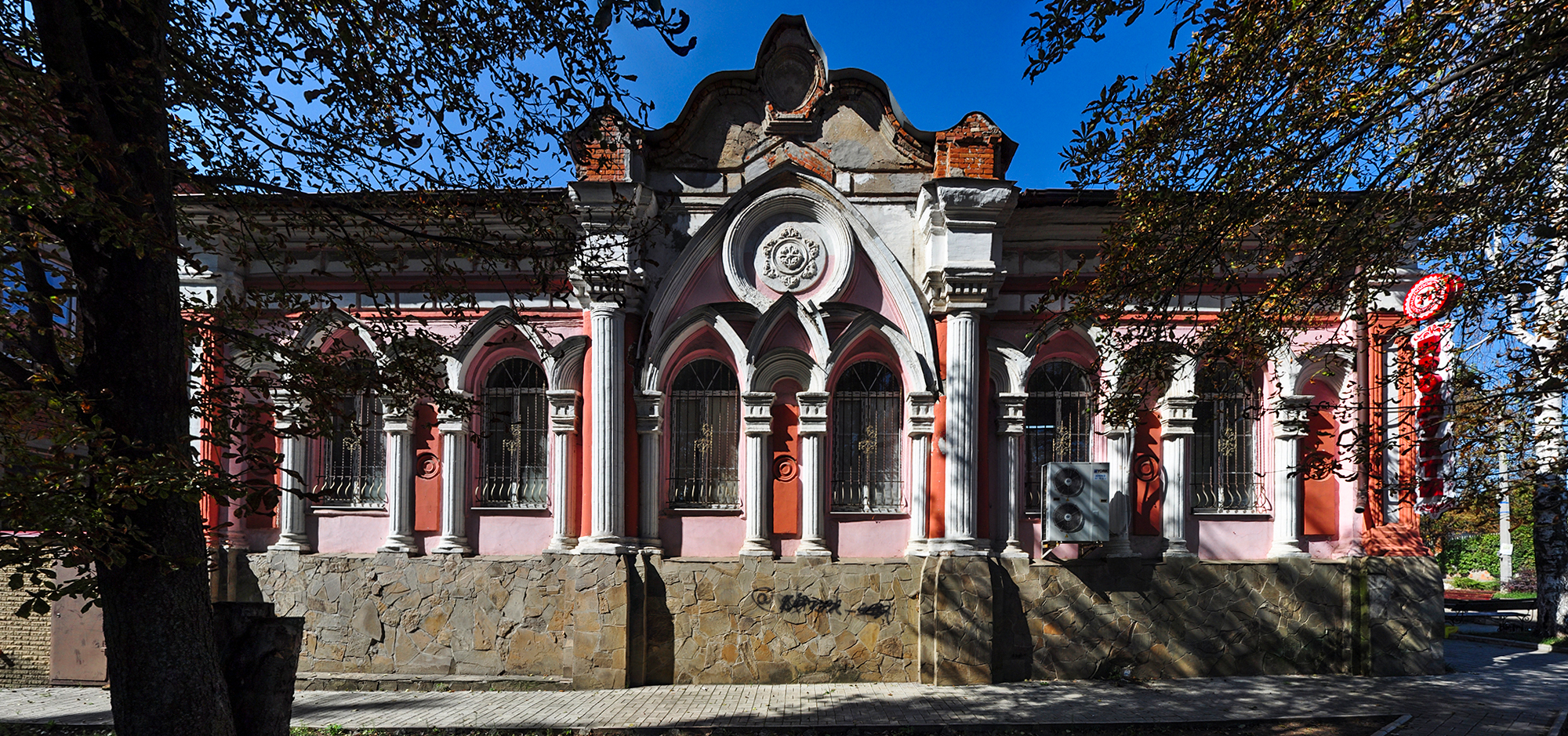
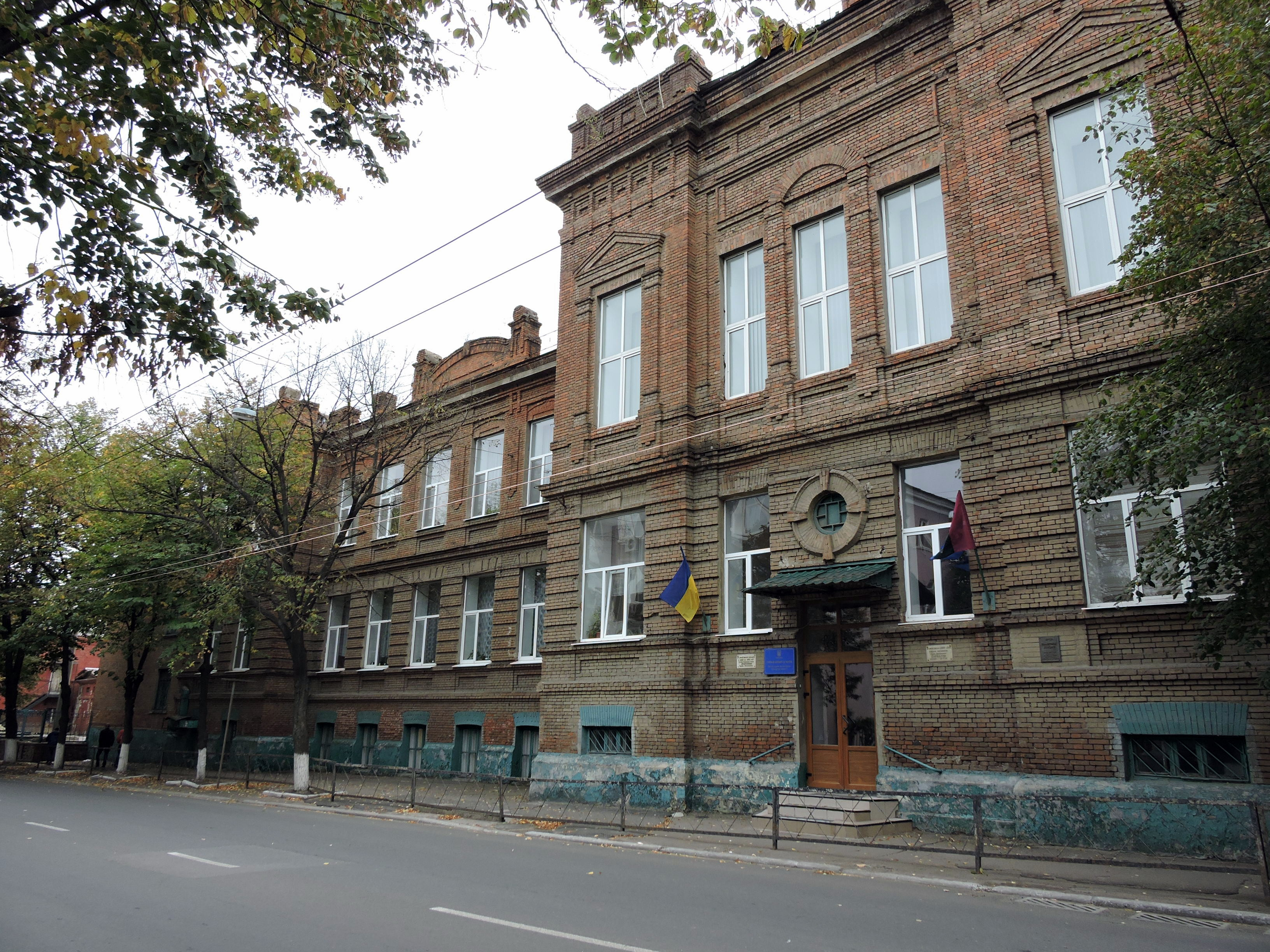
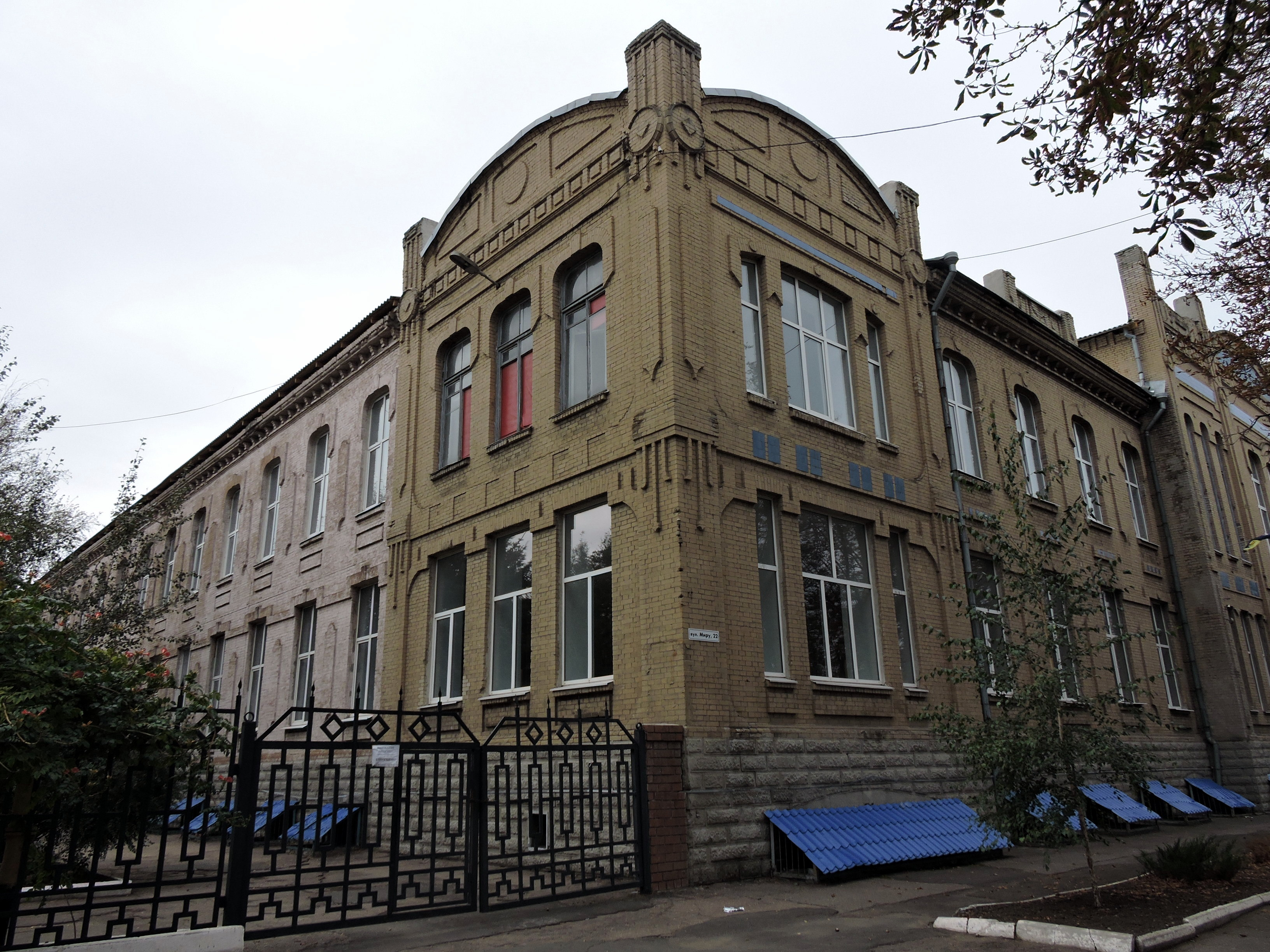
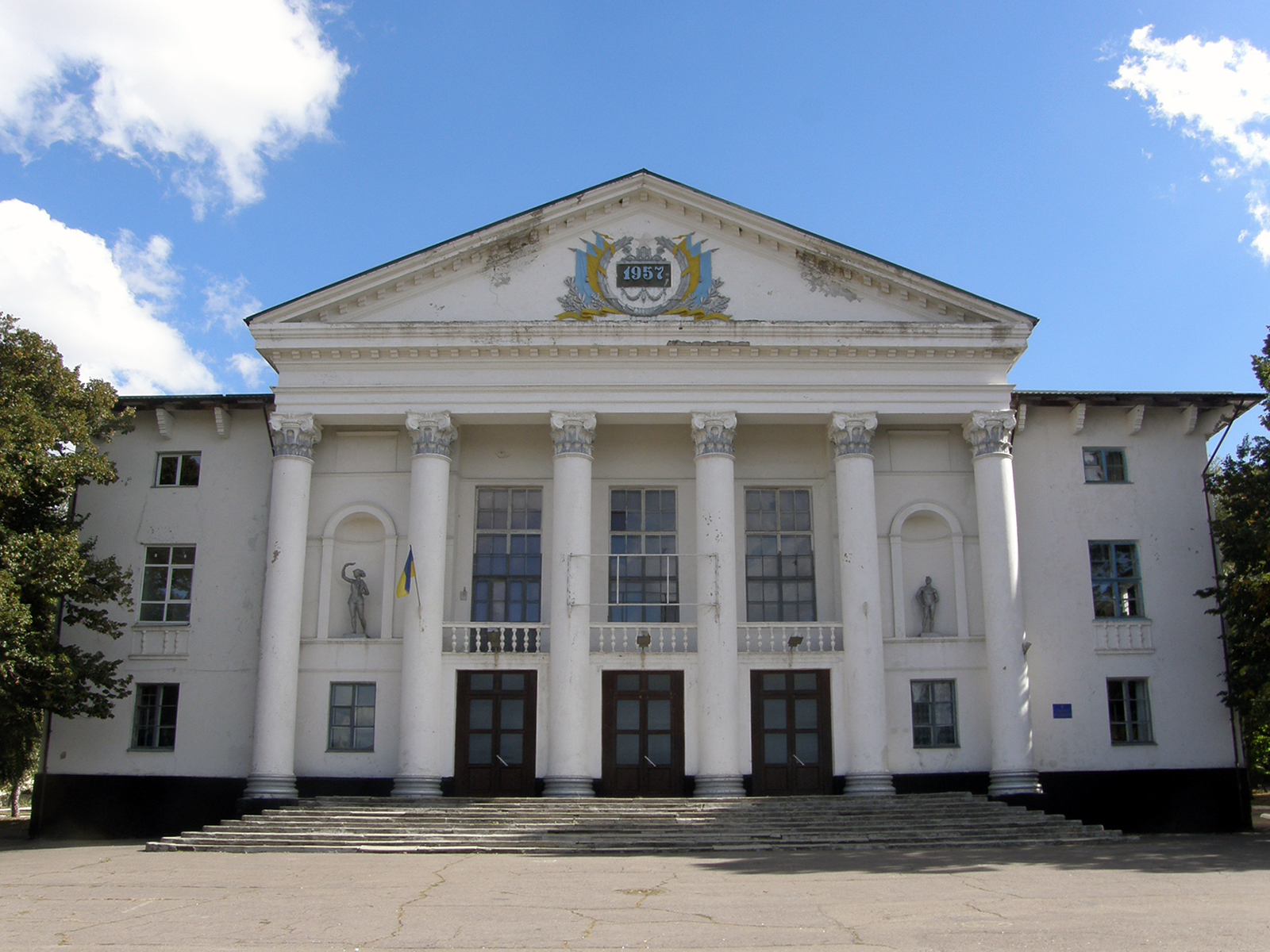
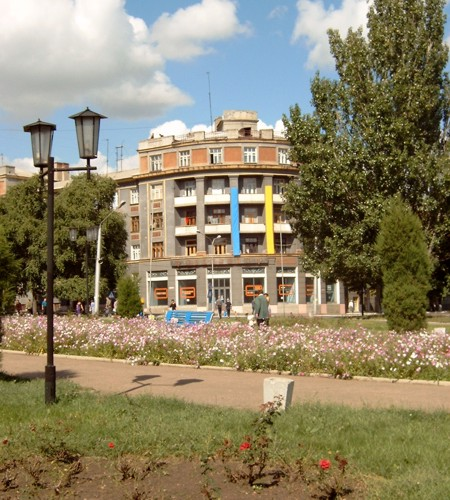
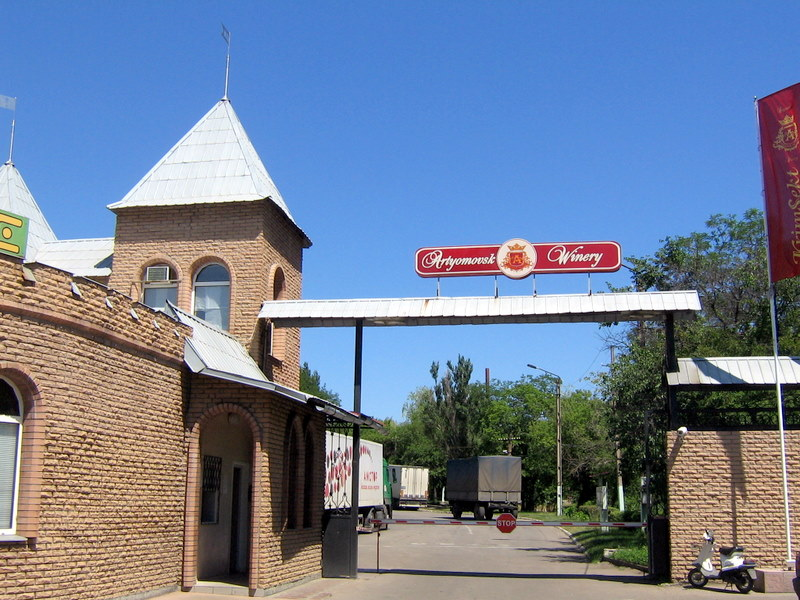
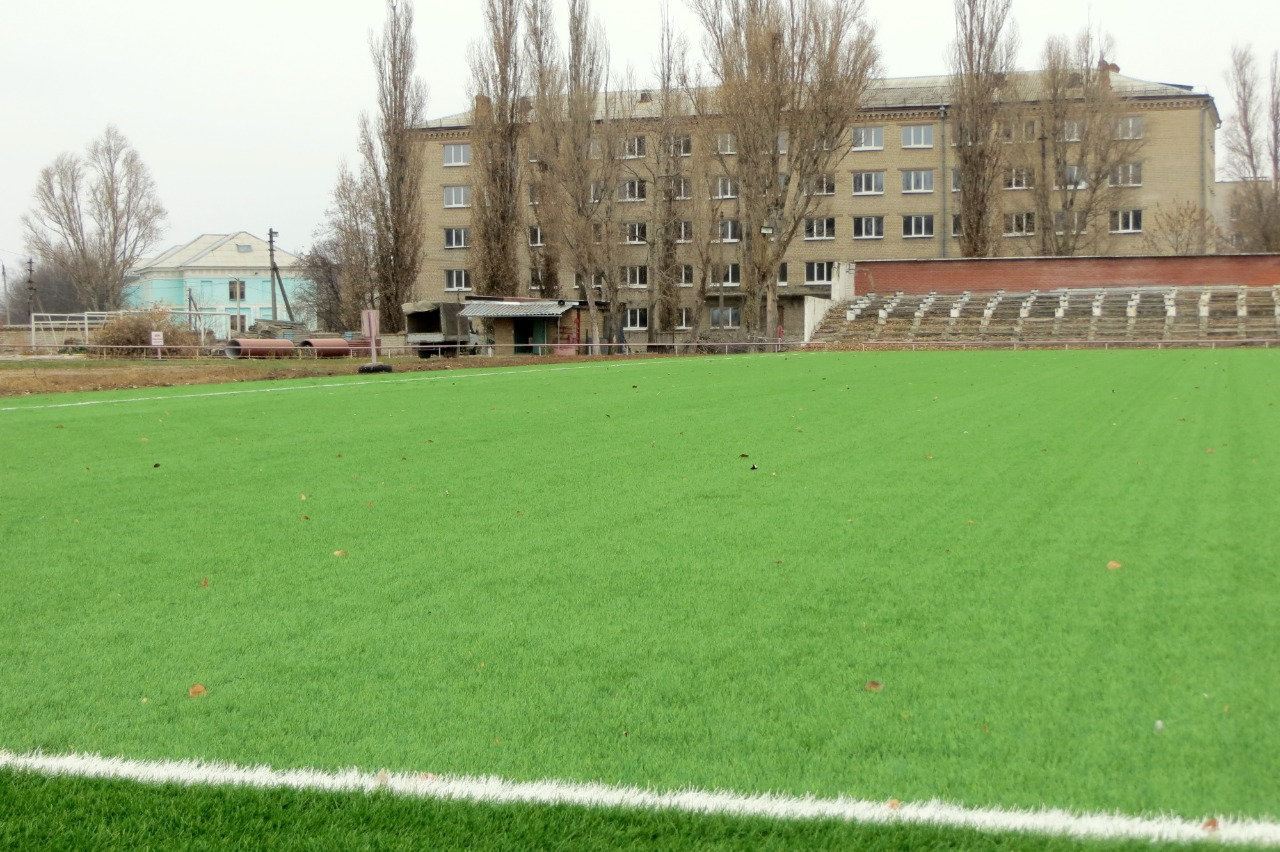
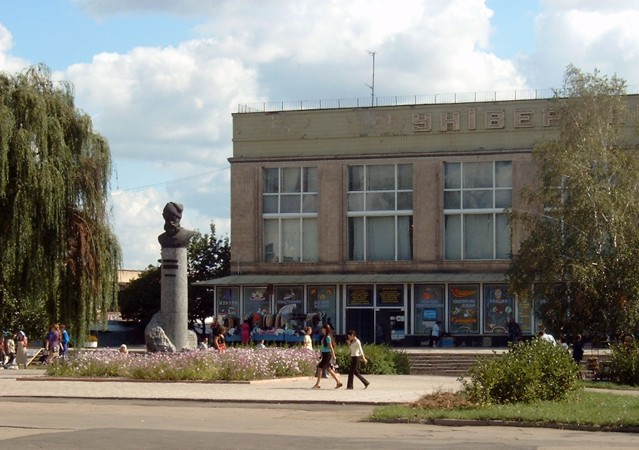
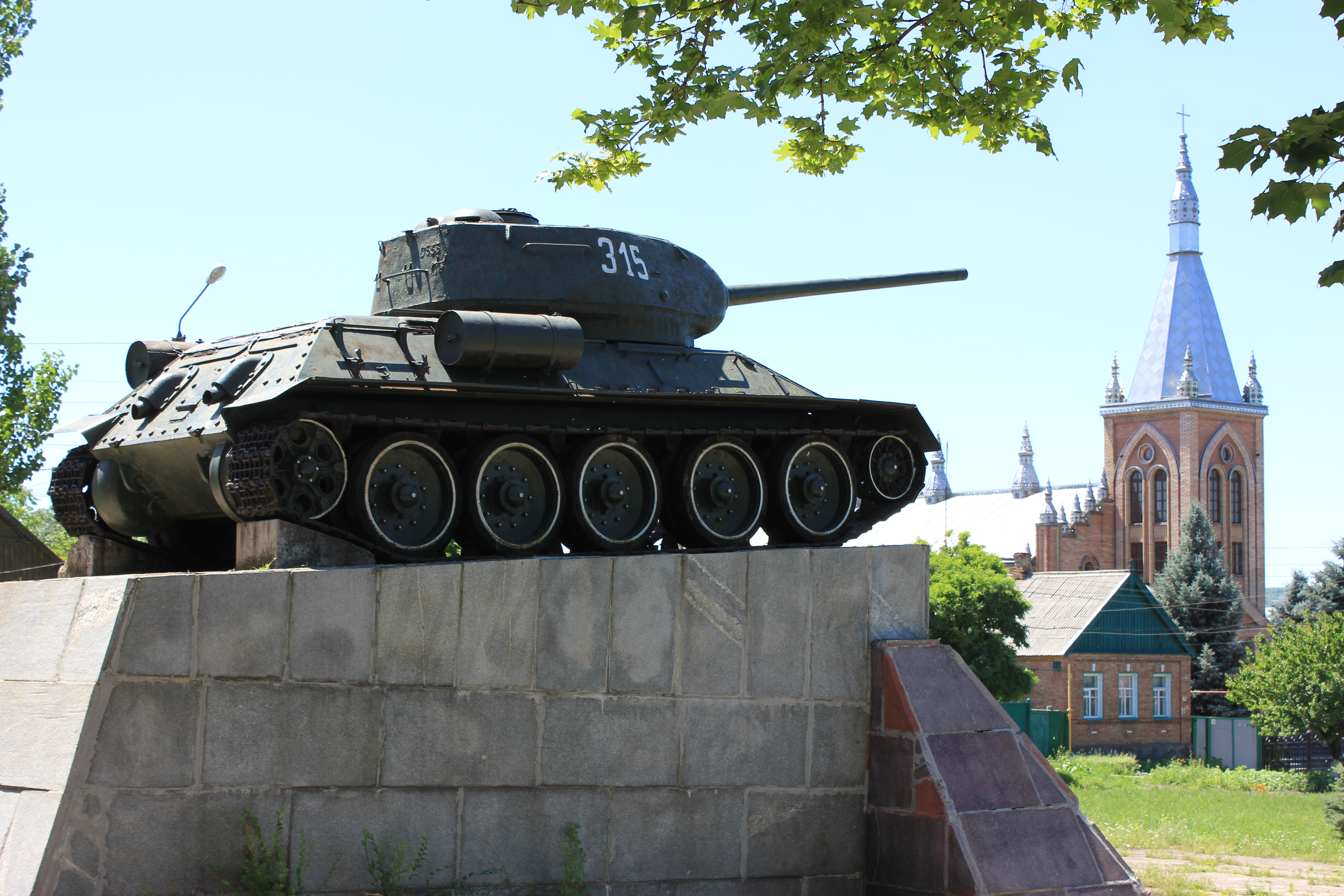
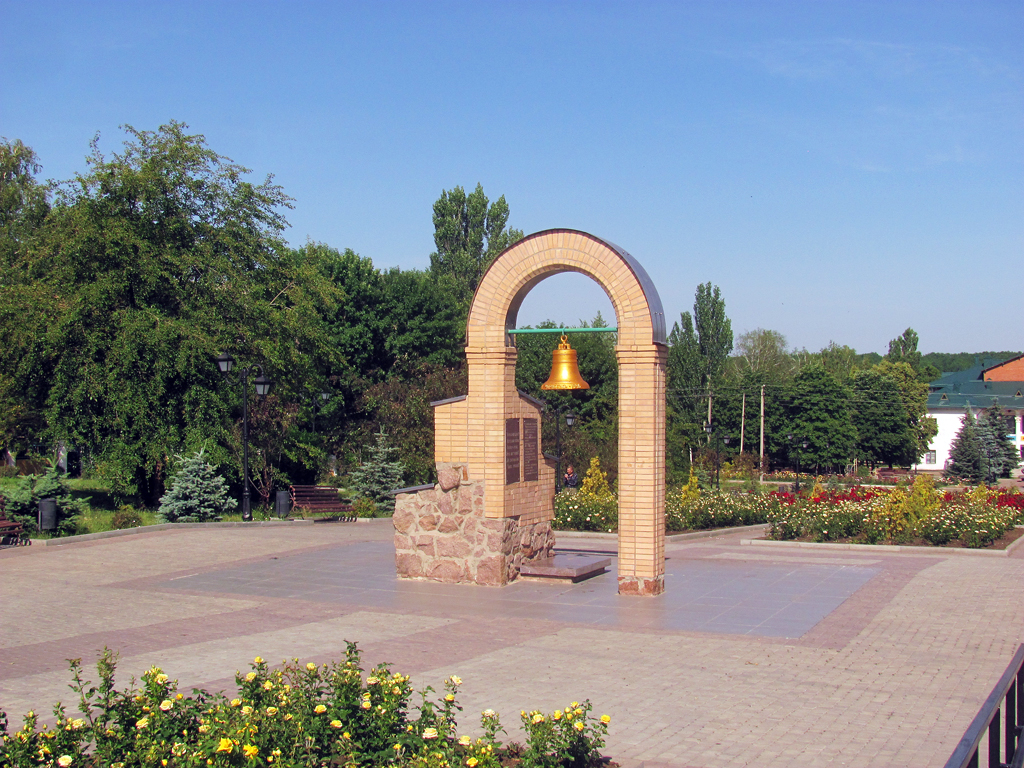
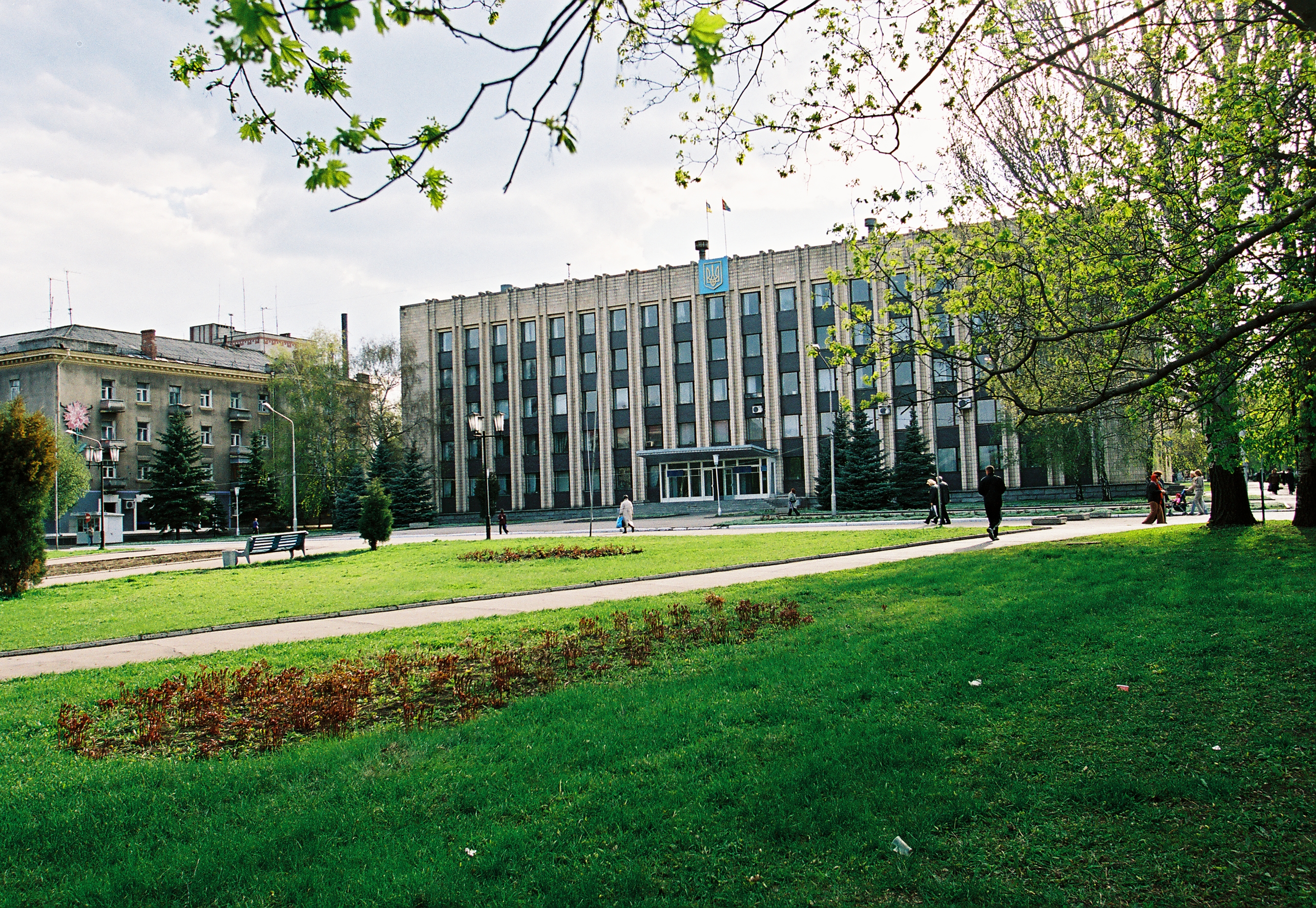

## 气候
| 巴赫穆特（1981年-2010年数据） | 巴赫穆特（1981年-2010年数据） | 巴赫穆特（1981年-2010年数据） | 巴赫穆特（1981年-2010年数据） | 巴赫穆特（1981年-2010年数据） | 巴赫穆特（1981年-2010年数据） | 巴赫穆特（1981年-2010年数据） | 巴赫穆特（1981年-2010年数据） | 巴赫穆特（1981年-2010年数据） | 巴赫穆特（1981年-2010年数据） | 巴赫穆特（1981年-2010年数据） | 巴赫穆特（1981年-2010年数据） | 巴赫穆特（1981年-2010年数据） | 巴赫穆特（1981年-2010年数据） |
| 月份                          | 1月                           | 2月                           | 3月                           | 4月                           | 5月                           | 6月                           | 7月                           | 8月                           | 9月                           | 10月                          | 11月                          | 12月                          | 全年                          |
| ----------------------------- | ----------------------------- | ----------------------------- | ----------------------------- | ----------------------------- | ----------------------------- | ----------------------------- | ----------------------------- | ----------------------------- | ----------------------------- | ----------------------------- | ----------------------------- | ----------------------------- | ----------------------------- |
| 平均高温 °C（°F）             | −0.9 (30.4)                   | 0.2 (32.4)                    | 6.2 (43.2)                    | 15.7 (60.3)                   | 22.3 (72.1)                   | 26.3 (79.3)                   | 28.5 (83.3)                   | 28.2 (82.8)                   | 21.8 (71.2)                   | 13.9 (57.0)                   | 5.2 (41.4)                    | 0.1 (32.2)                    | 14.0 (57.2)                   |
| 日均气温 °C（°F）             | −4.0 (24.8)                   | −3.9 (25.0)                   | 1.7 (35.1)                    | 9.6 (49.3)                    | 15.6 (60.1)                   | 19.7 (67.5)                   | 21.8 (71.2)                   | 20.8 (69.4)                   | 14.9 (58.8)                   | 8.4 (47.1)                    | 1.8 (35.2)                    | −2.7 (27.1)                   | 8.6 (47.5)                    |
| 平均低温 °C（°F）             | −6.9 (19.6)                   | −7.4 (18.7)                   | −2.4 (27.7)                   | 3.9 (39.0)                    | 8.8 (47.8)                    | 13.1 (55.6)                   | 15.1 (59.2)                   | 13.6 (56.5)                   | 8.8 (47.8)                    | 3.7 (38.7)                    | −1.4 (29.5)                   | −5.6 (21.9)                   | 3.6 (38.5)                    |
| 平均降水量 mm（）             | 44.9 (1.77)                   | 38.8 (1.53)                   | 37.1 (1.46)                   | 39.7 (1.56)                   | 44.7 (1.76)                   | 64.1 (2.52)                   | 57.6 (2.27)                   | 37.1 (1.46)                   | 48.0 (1.89)                   | 39.3 (1.55)                   | 43.7 (1.72)                   | 46.4 (1.83)                   | 541.4 (21.31)                 |
| 平均降水天数（≥ 1.0 mm）      | 9.0                           | 7.8                           | 8.3                           | 7.0                           | 7.0                           | 8.7                           | 7.0                           | 4.6                           | 6.8                           | 5.4                           | 7.5                           | 8.9                           | 88.0                          |
| 平均相對濕度（％）            | 82.2                          | 80.5                          | 76.4                          | 66.2                          | 63.0                          | 66.0                          | 65.0                          | 62.8                          | 69.2                          | 76.1                          | 83.7                          | 84.0                          | 72.9                          |
| 来源：世界气象组织            |                               |                               |                               |                               |                               |                               |                               |                               |                               |                               |                               |                               |                               |

## 友好城市
- 乌克兰 莫希利夫-波季利斯基